# Fausse Alerte (film)
Pour les articles homonymes, voir Fausse Alerte (homonymie).
Pour plus de détails, voir Fiche technique et Distribution.
Fausse Alerte est un film français réalisé en 1940 par Jacques de Baroncelli, sorti en 1945.

## Synopsis
1940, sur fond de « drôle de guerre », deux propriétaires d'immeubles haussmaniens se faisant face, se détestent pour un obscur litige historique relatif à Napoléon. Ils multiplient de manière puérile les coups bas dans une petite guerre de quartier. En revanche, tels les Capulet et Montaigu, leurs enfants respectifs, développent d'autres sentiments...
Au fil des fausses alertes, obligés de se retrouver dans le même abri, les parents réalisent que, devant le drame de la guerre et les menaces contre la Patrie, leurs différends, leurs soucis égoïstes, sont mesquins et absurdes.
Un clochard truculent, une danseuse des îles, des concierges gouailleuses, des bourgeois, des artistes, des jeunes et des vieux, comme autant de portraits de Français d'horizons différents réunis par l'Histoire, pimentent l'intrigue et exaltent l'amour de la France dans une même communion...

## Fiche technique
- Titre : Fausse Alerte
- Autre titre : Abri 39
- Réalisation : Jacques de Baroncelli, assisté de Charles Barrois
- Scénario : Michel Duran
- Décors : Émile Duquesne et Eugène Lourié
- Photographie : Jean Bachelet
- Musique : Wal-Berg
- Son : Georges Gérardot
- Montage : Madeleine Bonin, Charlotte Guilbert et Ralph Habib
- Société de production : Flag Films
- Pays d'origine :  France
- Genre : Comédie
- Durée : 90 minutes
- Date de sortie : 
  - France : 27 juin 1945

## Distribution
- Joséphine Baker : Zazu Clairon
- Micheline Presle : Claire Ancelot
- Georges Marchal : Bernard Dalban
- Raymond Aimos : Honoré Petru
- Jean Tissier : Grégoire
- Gabrielle Dorziat : Mme Ancelot
- Saturnin Fabre : Mr Dalban
- Marguerite Pierry : Mlle Espérajou
- Lucien Baroux : Léon, le clochard
- Yves Deniaud : Le journaliste
- Palmyre Levasseur : La patronne du bistro

## Autour du film
Le film a été tourné en 1940, avant l'invasion allemande, mais n'est sorti qu'en 1945.